# Tirana (prefectuur)
Tirana (Albanees: Qarku i Tiranës) is een van de 12 prefecturen van Albanië en ligt in het westen van het land. De prefectuur heeft als hoofdstad de stad Tirana. In het prefectuur woont, met zo'n 900.000 inwoners, ongeveer 32,2% van de totale bevolking van Albanië en daarmee is het de prefectuur met de meeste inwoners van het land. Gevolgd door het prefectuur Durrës.

## Bevolking
Tirana is de grootste prefectuur qua inwoners. Volgens de volkstelling van 2021 wonen er zo'n 900.000 mensen in de prefectuur Tirana: dat is meer dan een kwart van de bevolking van Albanië. In tegenstelling tot de rest van Albanië groeit de bevolking van de prefectuur in een rap tempo. In 1989 woonden er nog 449.228 mensen in de prefectuur Tirana.

#### Religieuze samenstelling
De meerderheid van de bevolking is islamitisch (62,29 procent). Zo'n 5,30 procent behoort tot de Katholieke Kerk in Albanië en 5,06 procent tot de Albanees-Orthodoxe Kerk. Er leeft ook een kleine Bektashi-orde: zij vormen 2,66 procent van de bevolking van prefectuur Tirana.

### Bestuurlijke indeling
De prefectuur is ingedeeld in vijf steden (bashkia) na de gemeentelijke herinrichting van 2015:
Kamëz • Kavajë • Rrogozhinë • Tirana • Vorë.
Berat · Dibër · Durrës · Elbasan · Fier · Gjirokastër · Korçë · Kukës · Lezhë · Shkodër · Tirana · Vlorë

Deelgemeenten · Gemeenten · Prefecturen